# Ga phức hợp kỹ thuật Gasan
Ga phức hợp kỹ thuật số Gasan (Tiếng Hàn: 가산디지털단지역, Hanja: 加山디지털團地驛) là ga trung chuyển cho Tàu điện ngầm vùng thủ đô Seoul tuyến 1 và Tàu điện ngầm Seoul tuyến 7 nằm ở Gasan-dong, Geumcheon-gu, Seoul. Vào thời điểm khai trương Tàu điện ngầm vùng thủ đô Seoul tuyến 1 vào năm 1974, toàn bộ nhà ga là một phần của Garibong-dong, Yeongdeungpo-gu (sáp nhập vào Guro-gu năm 1980), vì vậy tên ga đầu tiên là Ga Garibong.

## Lịch sử
- 30 tháng 6 năm 1974: Hoàn thành xây dựng nhà ga
- 15 tháng 8 năm 1974: Với việc khai trương Tàu điện ngầm vùng thủ đô Seoul tuyến 1, hoạt động kinh doanh bắt đầu với tư cách là Ga thông thường với tên ga là Ga Garibong.
- 29 tháng 2 năm 2000: Đoạn Sinpung ~ Onsu của Tàu điện ngầm Seoul tuyến 7 được khai trương và trở thành ga trung chuyển.
- 1 tháng 7 năm 2005: Tên ga đổi từ Ga Garibong thành Ga phức hợp kỹ thuật số Gasan.
- 1 tháng 12 năm 2009: Loại bỏ nhà ga bán vé đường sắt
- Năm 2010: Lắp đặt cửa chắn tại Ga phức hợp kỹ thuật số Gasan trên tuyến 1
- 1 tháng 8 năm 2017: Tên ga phụ được thêm vào Ga phức hợp kỹ thuật số Gasan (Mario Outlet)

## Bố trí ga

### Tuyến số 1 (1F)
| ↑ Guro   |
| \| ２    |
| Doksan ↓ |

| 1 | ● Tuyến 1 | Địa phương | ← Hướng đi Guro · Yeongdeungpo · Yongsan · Đại học Kwangwoon |
| 1 | ● Tuyến 1 | Tốc hành   | ← Hướng đi Guro · Yeongdeungpo · Yongsan · Đại học Kwangwoon |
| 2 | ● Tuyến 1 | Địa phương | → Hướng đi Gwangmyeong · Suwon · Seodongtan · Sinchang →     |
| 2 | ● Tuyến 1 | Tốc hành   | → Hướng đi Anyang · Suwon · Cheonan · Sinchang →             |

| Tuyến và hướng                              | Chuyển tuyến nhanh |
| ------------------------------------------- | ------------------ |
| Tuyến 1 (Hướng Đại học Kwangwoon) → Tuyến 7 | 10-3               |
| Tuyến 1 (Hướng Sinchang) → Tuyến 7          | 1-2                |

### Tuyến số 7 (B4F)
| Namguro ↑  |
| \| N/B     |
| ↓ Cheolsan |

| Hướng Bắc | ● Tuyến 7 | ← Hướng đi Daerim · Văn phòng Gangnam-gu · Sangbong · Jangam                |
| Hướng Nam | ● Tuyến 7 | → Hướng đi Onsu · Sân vận động Bucheon · Tòa thị chính Bucheon · Seongnam → |

| Tuyến và hướng                     | Chuyển tuyến nhanh |               |
| ---------------------------------- | ------------------ | ------------- |
| Tuyến 7 (Hướng Seongnam) → Tuyến 1 | 5-1                | Xuống của 1-4 |
| Tuyến 7 (Hướng Jangam) → Tuyến 1   | 4-3                | Xuống của 7-3 |

## Xung quanh nhà ga
| Lối ra \| 나가는 곳 \| Exit \| 出口 | Lối ra \| 나가는 곳 \| Exit \| 出口 |
| ----------------------------------- | --- |
| 1                                   | Hướng Ga Guro |
| 2                                   | Trường tiểu học Yeongil Trung tâm trải nghiệm cuộc sống công nhân khu phức hợp kỹ thuật số Guro |
| 3                                   | Dịch vụ Hưu trí Quốc gia Guro, Chi nhánh Geumcheon Ngã năm Phức hợp kỹ thuật số |
| 4                                   | Nambusunhwan-ro |
| 5                                   | Chợ Garibong |
| 6 (Đang xây dựng)                   | Phức hợp kỹ thuật số 2 Dịch vụ Hưu trí Quốc gia Guro, Chi nhánh Geumcheon Trung tâm An toàn Công cộng Gasan Quỹ bảo lãnh tín dụng Seoul Chi nhánh Geumcheon Mario Outlet Hyundai City Outlet Chi nhánh Gasan           |
| 7                                   | Hướng tới hải quan Guro Digital-ro Hiệp hội tương trợ công nhân xây dựng (Trung tâm phía Nam Seoul) Quỹ phát triển quản lý lao động Chi nhánh phía Tây Seoul Mái ấm Thanh thiếu niên Geumcheon                         |
| 8                                   | Hướng Anyangcheon Phức hợp kỹ thuật số 3 Segye Ilbo (The Segye Times) |
| 9 (Đang xây dựng)                   | Sân vận động kỹ thuật số Seoul Seobu Ganseondoro G-Valley in the weightless zone Viện thử nghiệm cuộc sống xây dựng Hàn Quốc                                                                                           |
| 10                                  | Bưu điện Gasan-dong Hướng tới hải quan Guro Hiệp hội tương trợ công nhân xây dựng (Trung tâm phía Nam Seoul) Quỹ phát triển quản lý lao động Chi nhánh phía Tây Seoul Trung tâm Thanh thiếu niên Seoul Geumcheon Orang |
| 11                                  | Phúc hợp kỹ thuật số 3 Suối Anyangcheon (hướng về Cheolsan-dong) Guro IC |
| 12                                  | Sân vận động kỹ thuật số Seoul Viện thử nghiệm cuộc sống xây dựng Hàn Quốc Hanil U&I APT |

## Thay đổi hành khách
| Năm | Số lượng hành khách (người)          | Số lượng hành khách (người)          | Tổng cộng | Ghi chú |
| Năm | liên kết=Tàu điện ngầm Seoul tuyến 1 | liên kết=Tàu điện ngầm Seoul tuyến 7 | Tổng cộng | Ghi chú |
| --- | ------------------------------------ | ------------------------------------ | --------- | ------- |
| 1974 | 5,562                                |                                      |           |         |
| 1975 | 7,493                                |                                      |           |         |
| 1976 | 11,178                               |                                      |           |         |
| 1977 | 14,335                               |                                      |           |         |
| 1978 | 16,636                               |                                      |           |         |
| 1979 | 18,622                               |                                      |           |         |
| 1980 | 14,722                               |                                      |           |         |
| 1981 | 15,569                               |                                      |           |         |
| 1982 | 18,333                               |                                      |           |         |
| 1983 | 22,316                               |                                      |           |         |
| 1984 | 25,187                               |                                      |           |         |
| 1985 | 24,570                               |                                      |           |         |
| 1986 | 24,033                               |                                      |           |         |
| 1987 | 23,896                               |                                      |           |         |
| 1988 | 27,405                               |                                      |           |         |
| 1989 | 28,288                               |                                      |           |         |
| 1990 | 34,052                               |                                      |           |         |
| 1991 | 38,784                               |                                      |           |         |
| 1992 | 44,605                               |                                      |           |         |
| 1993 | 43,982                               |                                      |           |         |
| 1994 | 41,504                               |                                      |           |         |
| 1995 | 41,167                               |                                      |           |         |
| 1996 | 39,448                               |                                      |           |         |
| 1997 | 38,558                               |                                      |           |         |
| 1998 | 31,755                               |                                      |           |         |
| 1999 | 29,633                               |                                      |           |         |
| 2000 | 17,474                               | 9,356                                | 26,830    | [ 2 ]   |
| 2001 | 16,378                               | 16,144                               | 32,522    |         |
| 2002 | 18,266                               | 21,696                               | 39,962    |         |
| 2003 | 27,707                               | 23,772                               | 51,479    |         |
| 2004 | 28,644                               | 26,652                               | 55,296    | [ 3 ]   |
| 2005 | 27,988                               | 33,134                               | 61,122    |         |
| 2006 | 33,428                               | 41,538                               | 74,966    |         |
| 2007 | 37,428                               | 46,374                               | 83,802    |         |
| 2008 | 41,014                               | 50,114                               | 91,128    |         |
| 2009 | 43,227                               | 53,808                               | 97,035    |         |
| 2010 | 47,120                               | 60,888                               | 108,008   |         |
| 2011 | 51,706                               | 68,302                               | 120,008   |         |
| 2012 | 52,317                               | 72,622                               | 124,939   |         |
| 2013 | 53,513                               | 80,039                               | 133,552   |         |
| 2014 | 53,678                               | 81,703                               | 135,381   |         |
| 2015 | 52,991                               | 81,531                               | 134,522   |         |
| 2016 | 51,579                               | 80,245                               | 131,824   |         |
| 2017 | 49,454                               | 77,389                               | 126,843   |         |
| 2018 | 49,561                               | 77,727                               | 127,288   |         |
| 2019 | 51,301                               | 78,933                               | 130,234   |         |
| 2020 | 42,688                               | 68,480                               | 111,168   |         |
| 2021 | 43,610                               | 70,235                               | 113,845   |         |
| 2022 | 45,421                               | 71,032                               | 116,453   |         |
| 2023 | 46,829                               | 75,398                               | 122,227   |         |
| Nguồn |                                      |                                      |           |         |
| : Phòng dữ liệu thống kê vận tải đường sắt đô thị của Tổng công ty Đường sắt Hàn Quốc Phòng dữ liệu Tổng công ty Vận tải Seoul |                                      |                                      |           |         |

## Hình ảnh

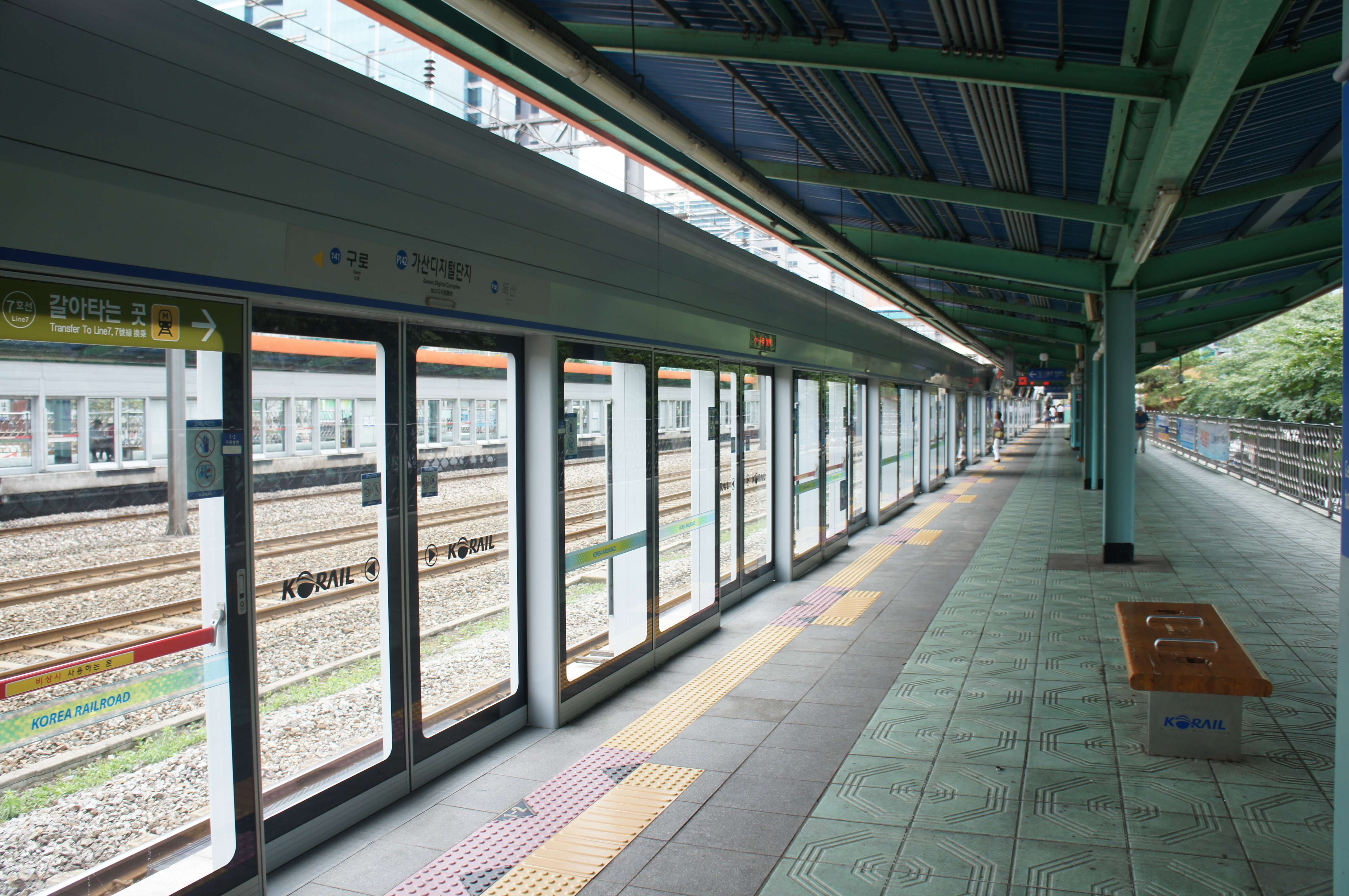
Sân ga Tuyến 1
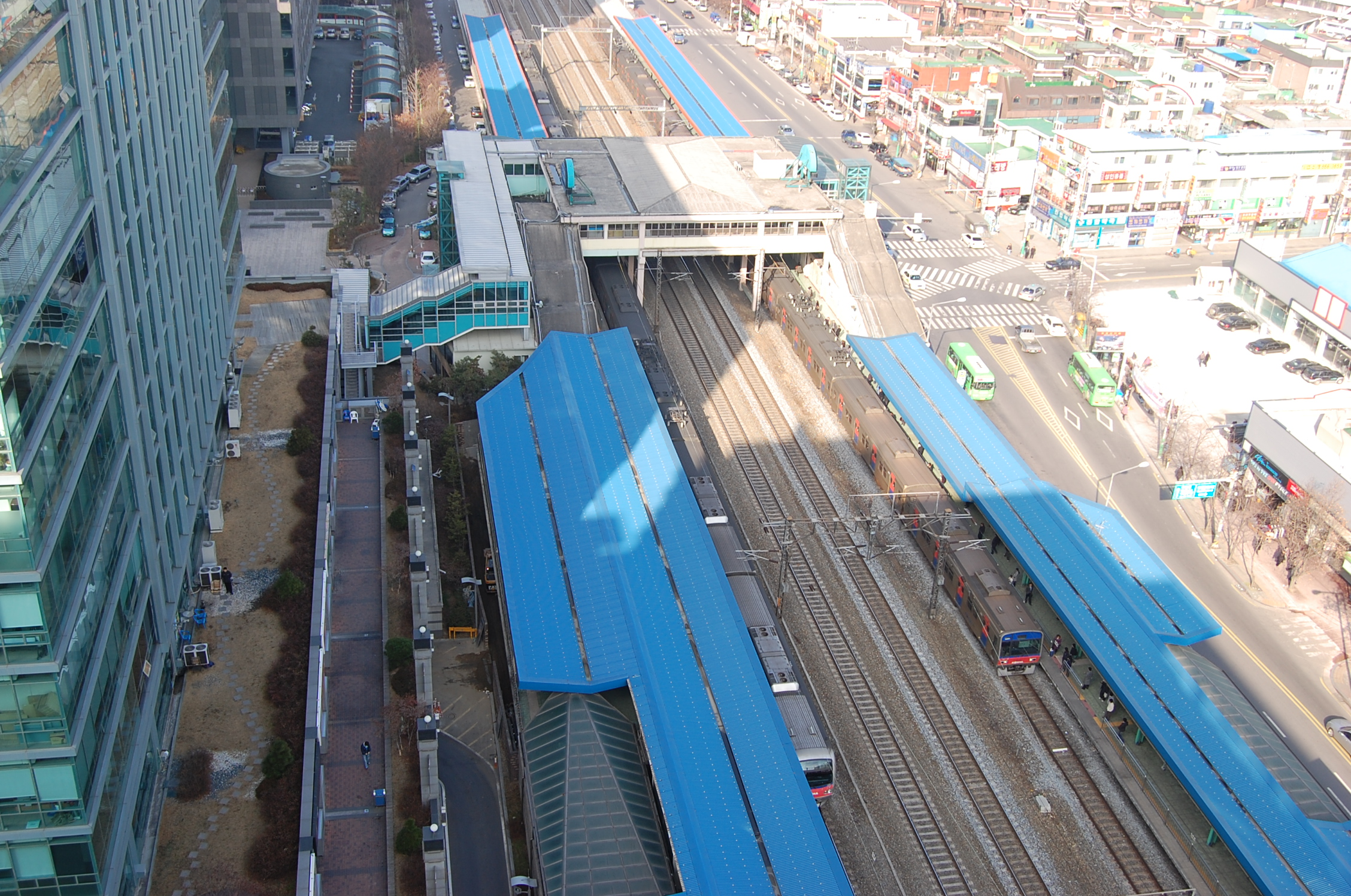
Toàn cảnh sân ga Tuyến 1 (trước khi lắp đặt cửa chắn)
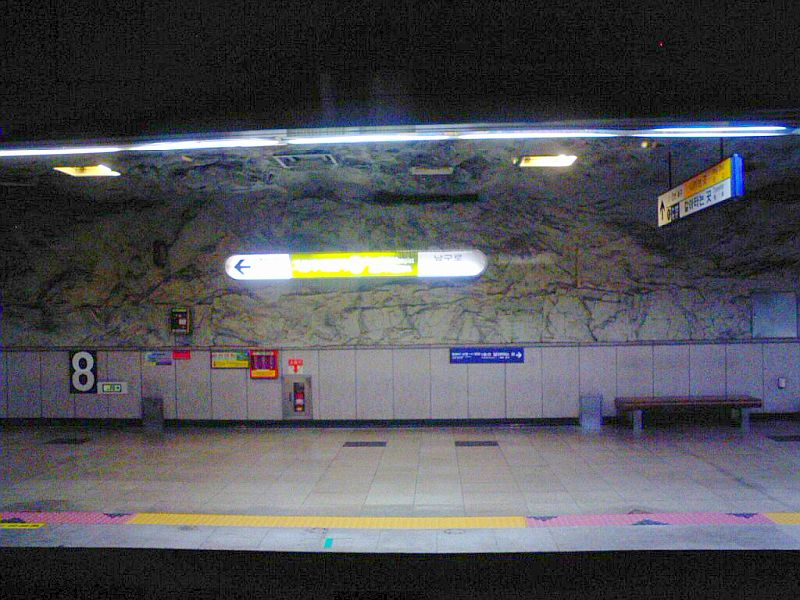
Sân ga tuyến 1 (Trước khi tu sửa, trước khi lắp đặt cửa chắn)
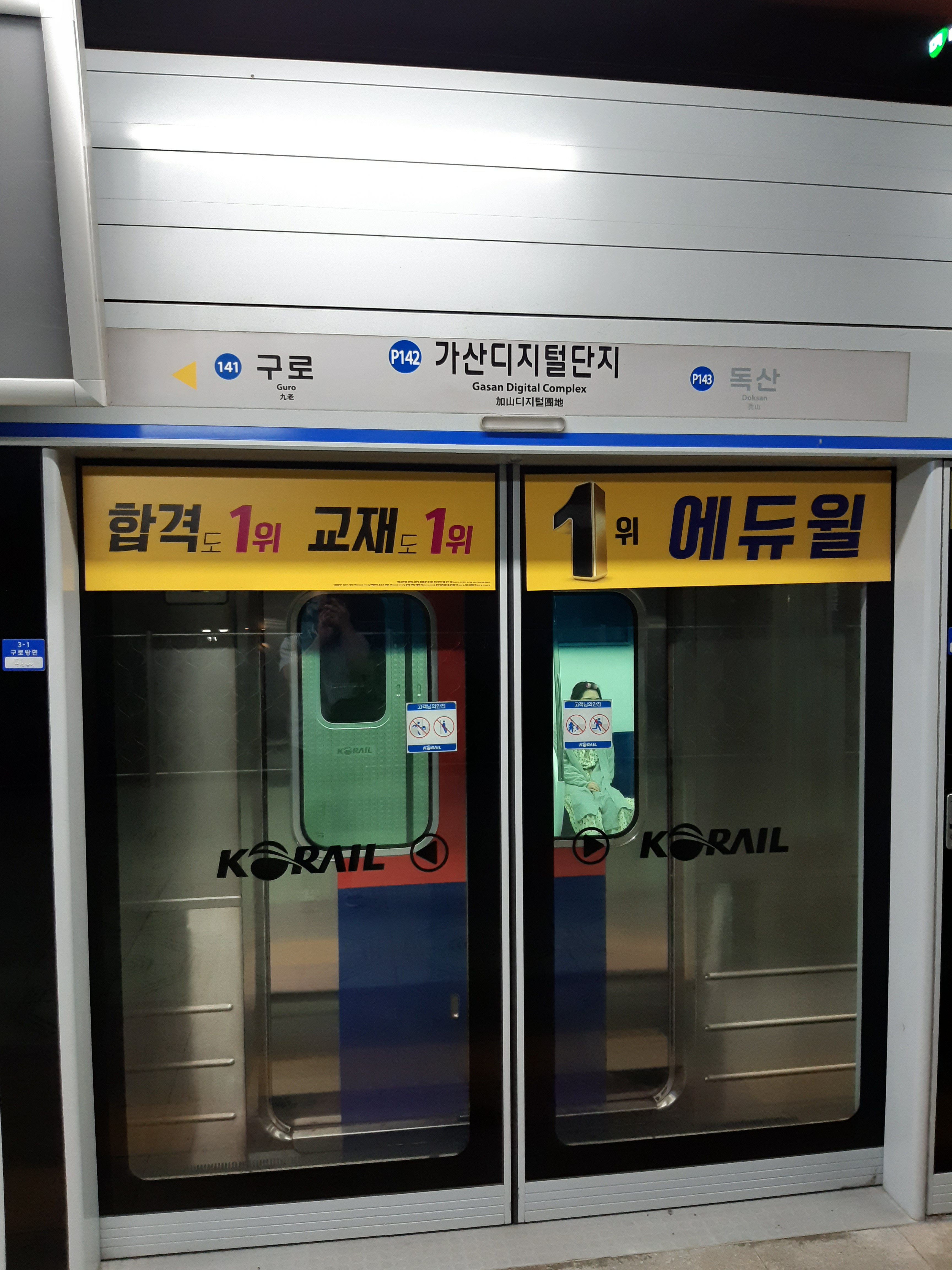
Cửa chắn sân ga Tuyến 1
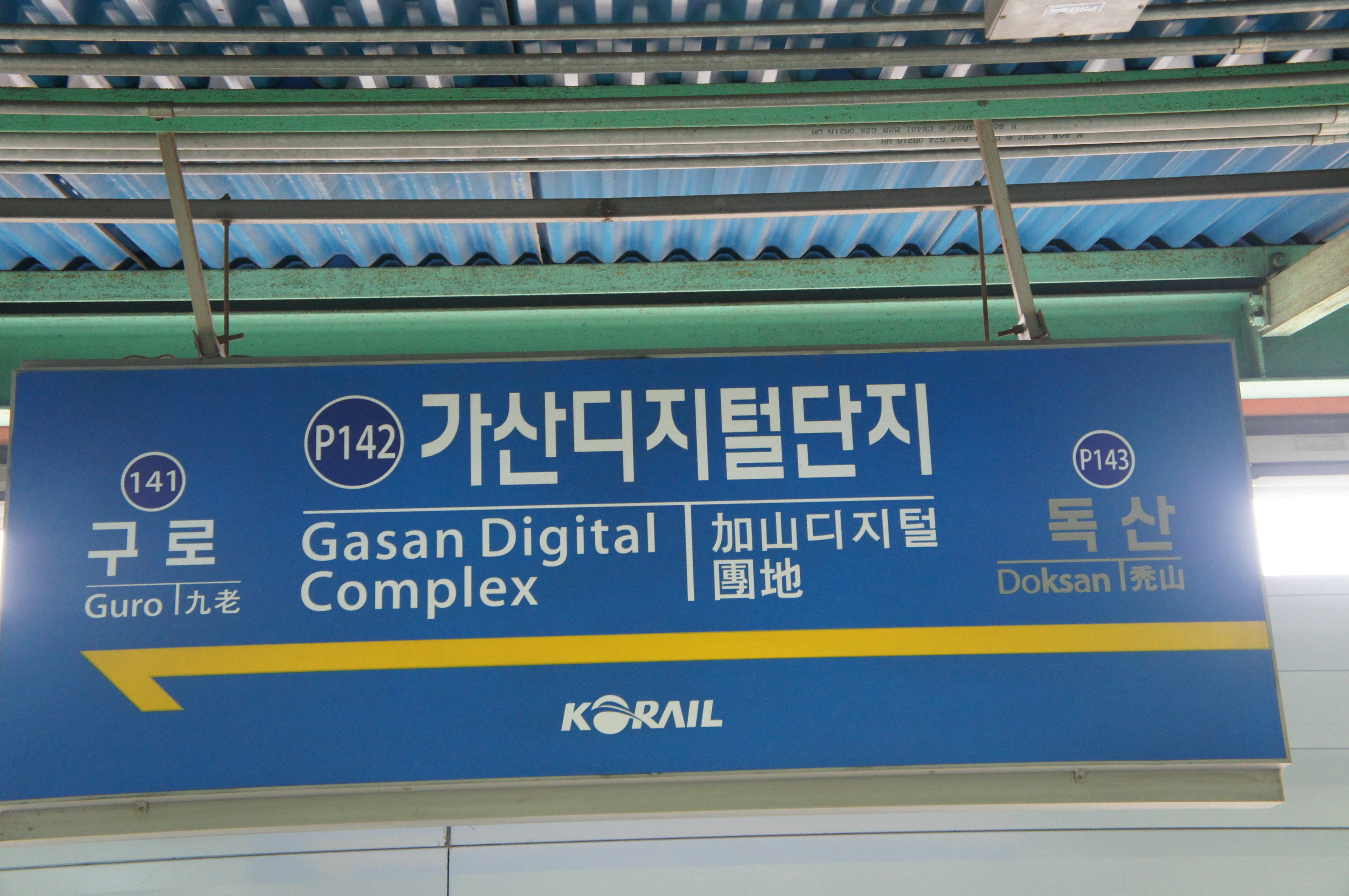
Bảng tên ga Tuyến 1 (Trước khi thêm tên ga phụ)
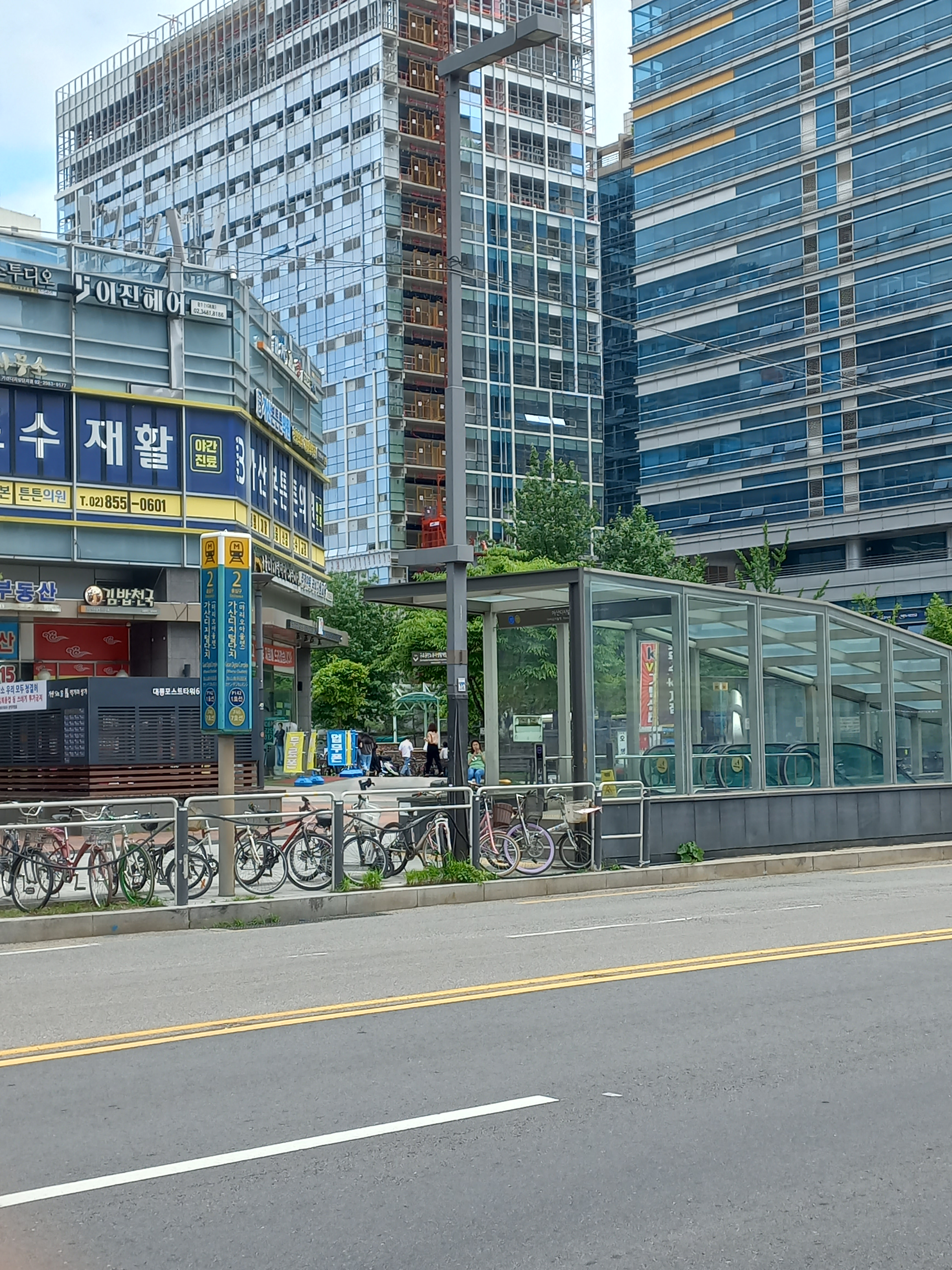
Lối ra 2